# Nele Lipp

Nele Lipp, 2021

Nele Lipp, eigentlich Cornelia Gabriele Müller (* 14. Mai 1948 in Hamburg), ist eine interdisziplinäre Künstlerin, Kunst- und Tanzwissenschaftlerin.

## Leben
Nele Lipp wurde als Tochter des Arztes Alexander Müller und der Modezeichnerin Henriette Müller (geb. Benthien) geboren. Sie ist die Enkelin des Apothekers und Fabrikanten Alexander Müller. Die Gastronomin und Kunsthändlerin Clara Benthien war ihre Großmutter. Von 1968 bis 1975 studierte sie Schauspiel am Studio Frese und Freie Kunst an der Hochschule für Bildende Künste (HFBK) in Hamburg bei Gerhard Rühm, Franz Erhard Walther und Bazon Brock. 2013 wurde sie an der HFBK mit dem Thema Bildende Kunst und Tanz. Aspekte der Wechselwirkung bei Michael Diers und Gabriele Brandstetter promoviert.
1976 wurde ihr Sohn Lauritz Lucian Lipp geboren.
1990 begann sie mit der Arbeit an einem Lexikon zu Tanz/Bildender Kunst.
Ab 1990 entstanden Freie Tanz-/Kunst-Produktionen u. a. in der Hamburger Kunsthalle, dem Osthaus Museum Hagen und auf der EXPO2000 in Hannover.
Ab 1993 schrieb sie freie journalistische Texte. Von 2000 bis 2008 organisierte sie die Symposionsreihe *BAU *KÖRPER *BEWEGUNG zur Thematik der Verbindung von Tanz und Architektur. 1997 war sie Mitbegründerin des Vereins „KOÏNZI-DANCE interdisziplinäre Kunst Hamburg“. Von 2001 bis 2006 organisierte sie AUFTAUCHEN, ein Festival der Freien Tanzszene. Von 2001 bis 2005 war sie erste Vorsitzende der Gesellschaft für Tanzforschung e. V. 2010 kuratierte sie die Ausstellung „Tanz im Hamburg der 1920er Jahre“ und inszenierte die Welturaufführung von Die zerbrochenen Spiegel (1926), eine Tanzpantomime von Klaus Mann. 2013 folgte die Kuratierung der Ausstellung Treffpunkt Tante Clara. Hamburgs Sphinx in der Staats- und Universitätsbibliothek Hamburg. 2014 entwickelte sie das Format der „KOÏNZI-Box“. In dieser Reihe entstand u. a. Sometimes madness is wisdom. 2016 kuratierte sie in Hamburg eine Ausstellung über das Leben des Tänzers Jean Weidt und schuf eine Neufassung von dessen Choreografie Die Zelle und verfasste eine Monografie über ihn. 2016 schuf sie – als eine Zusammenfassung ihrer bisherigen Tanz-Performances – O Tempora O Mores. Grand Défilé des Masques (UA Fabrik der Künste, Hamburg). 2019 kuratierte sie die Kulturwoche Valises et Passages, u. a. mit Beiträgen von Michael Diers, Jasmin Schaitl und Simon Wassermann, 2022 die Ausstellung Bücher sind eine bedrohte Art u. a. mit Beiträgen von Angela Breidbach, Tom Bunk, Wittwulf Y Malik, Hannes Möller, Pino Polimeno, Hajo Schiff, Simon Wassermann und VA Wölfl, 2023 organisierte sie, gemeinsam mit Eila Goldhahn und Brygida Ochaim die Tagung "Gardens of Culture". Visionen und experimentelle Projekte für eine Zukunft. Referenten waren u. a. Bazon Brock, Uma Das Gupta, Thomas B. Schumann, Franziska Aigner, Rui Horta und Catarina Garcia. 2024 organisierte sie die Ausstellung "Gardens of Culture II. Can't we learn?" mit Beiträgen von Angela Breidbach/Nourit Melcer-Padon, Johannes Birringer, Horst-Hagen Rath, Günter Lierschof, Birgit Szepanski, Simon Waßermann und Stuart J Young.
Nele Lipp ist Mitglied im Vorstand des Deutschen Tanzfilminstituts Bremen.

## Werk
- 1966: Hamlet Montage (eigene Fassung von Shakespeares Drama, Amerikahaus Hamburg)
- 1972–1975: Institut das letzte Gerücht (Performance-Reihe)
- 1972/1973: Letzte Häutung (Super8-Film)
- 1973: Life ist tot (Performance)
- 1974: Kleidertausch (Super8-Film)
- 1974: Schaffen Sie sich rechtzeitig ein Double (Fotoarbeit)
- 1985–1990: Ertanzte Bilder/Barfuß im Museum (Workshopreihe u. a. in der Hamburger Kunsthalle)

### Transformances/TanzPerformances/Lecture-Performances
- 1991: Das Tuch, Solo Transformance zur Francisco de Goyas Las camas de la muerte
- 1993: Zwischen den Toren, Transformance zu Bildern der Admont-Bibel (Messehalle, München)
- 1994: Tanz im Datenkleid, Transformance zur Tagung „Platons Höhle“ (Ernst-Osthaus Museum, Hagen)
- 1995: No Entrance – Kein Eintritt – Entrée interdite, Transformance zu Stuckarbeiten der Gnadenkirche, Hamburg
- 1996: Aber Maria, Transformance zu Mariendarstellungen von Max Ernst, Edvard Munch und Paul Klee (u. a. St. Johannis, Hamburg)
- 1997: Quickly, Tanzperformance mit Dayly changing Installation (Kongresszentrum, Hamburg zur CONFINTEA V)
- 1998: weiss…schwarz[8], Totentanz nach Jean Cocteaus Film Orphée (Museum für Sepulkralkultur, Kassel)
- 1999: Immer mehr Tücher, erweiterte Fassung von Das Tuch
- 1999: Garou Garou der Werwolf kommt, kx kampnagel, Hamburg
- 2000: Der Kredit[9], Transformance zur Genesis, EXPO 2000
- 2007: Malewitsch’s Matratze (Lecture-Performance, Hamburger Kunsthalle)
- 2009: Nijinska spricht (Lecture-Performance, Hamburger Kunsthalle)
- 2011: Systematiker auf der Schwelle der Romantik: Carlo Blasis/Philipp Otto Runge (Lecture-Performance, Hamburger Kunsthalle)
- 2017: O TEMPORA O MORES. – Grand Défilé des Masques zum gleichnamigen Lauschprogramm (Fabrik der Künste, Hamburg)
- 2019: Positionen Posen Parallelen - Lecture-Performance zu vier Gemälden der Sammlung Maike Bruhns (Marktkirche Blankenese)

Filme
2021: Ferdyfilm I (7', nach Witold Gombrowicz: Ferdydurke) mit Anna Grover und Nicole Giessler
2022: Bibliothèque sac à dos / Bücher sind eine Bedrohte Art (61')
2025: Ferdyfilm II mit Anna Grover, Christa Krings, Corinna Meyer-Esche und der "Clapping Machine" von Chup Friemert

### Kooperationen
- 1990 Aus dem Rahmen fallen[10] (Transformance zu Gemälden von Robert Delaunay, Willy Baumeister, Honoré Daumier und Francis Picabia, TiK in der Hamburger Kunsthalle)
- 1992 Fliessender Stillstand[11] (Transformance zu Skulpturen von Henry Moore, TiK in der Hamburger Kunsthalle)
- 1994 Body-Buildings[12] (Transformance zur Hamburger Börse, TiK in der Hamburger Kunsthalle)
- 2010 Die Zerbrochenen Spiegel (Klaus Mann, Welturaufführung, HBK, Hamburg)
- 2005–2015 Kokuratierung der KunstINFEKTE, (Ausstellungen im Institut für Anatomie, Erlangen-Nürnberg)
- 2016 Die Zelle (Jean Weidt, Neuinszenierung, Lola Rogge Schule, Hamburg)
- 2017 O Tempora o Mores Grand Défilé des Masques (Tanzpantomime, Fabrik der Künste, Hamburg)
- 2019 Posen / Positionen / Parallelen (Lecture Performance in Kooperation mit dem TeatroLibero)

## Veröffentlichungen

### Autorin
- Tanz + Bildende Kunst. Aspekte der Wechselbeziehung. Oberhausen 2015, ISBN 978-3-8989-6584-2
- Jean Weidt. Idealist und Surrealist der europäischen Tanzszene. Ein Tänzerleben. Oberhausen 2016, ISBN 978-3-8989-6659-7
- Uwe Rüth/Nele Lipp: Körper Leib Raum. Eine Ausstellung/Skulptur Tanz Raum. Ein Lexikon. Marl 2005 (Kat.), ISBN 3-9247-9073-6
- Entrée libre. Denken zwischen den Künsten, Oberhausen 2020, ISBN 978-3-7639-6224-2
- Bücher sind eine bedrohte Art. ...lauft, lauft, sonst sind sie verloren!, Oberhausen 2022, ISBN 978-3-7455-1128-4 (dt./engl./frz.)
- Dartington Hall 1925-1939. Drehscheibe der Kulturen für eine friedliche Welt, Oberhausen 2024. Print: 978-3-7639-7769-7, digital: 978-3-7639-7770-3

### Herausgeberin
- Nele Lipp/Uwe Naumann (Hrsg.): Klaus Mann: Die zerbrochenen Spiegel. Eine Tanzpantomime. Peniope, München 2010, ISBN 978-3-936609-47-9
- Krassimira Kruschkova/Nele Lipp (Hrsg.): Tanz anderswo: intra- und interkulturell. Lit, Münster 2004,  ISBN 978-3-8258-6904-5

### Beiträge
- Dance and Text Configurations. In: Hanns-Werner Heister, Hanjo Polk, Bernhard Ruhsam (Hrsg.): Word Art + Gesture Art = Tone Art, Hamburg 2023.
- Wenn die Skulptur zu fliegen scheint, begegnet sie dem Tanz. In: Tanz Bewegung Geste Bild. Göppingen 2019.
- Schwebefiguren zwischen den Kunstformen Malerei und Tanz. In: Hanns-Werner Heister (Hrsg.): Bewegtes und Bewegendes. Der Motiv-Begriff in Künsten und Wissenschaften. Berlin 2017.
- Geo-Choreografie – oder Beziehungen des Tanzes zur Erde und deren raumzeitlichen Zuständen und Prozessen. In: Hanns-Werner Heister (Hrsg.): Schichten, Geschichte, System. Geologische Metaphern und Denkformen in den Kunstwissenschaften. Berlin 2016.
- Tanz mit dem Unsichtbaren. Wie der Tod zum Tanz kam. In: tanz & tod. Kassel 2013. (Kat.)
- Wenn die Skulptur zu fliegen scheint begegnet sie dem Tanz. In: Gabriele Klein/Christa Zipprich (Hrsg.): tanz theorie text. Münster 2012.
- Musikloser Tanz im Rhythmus der Zeit. In: Thomas Phleps/Wieland Reich (Hrsg.): Musik-Kontexte. Festschrift für Hanns-Werner Heister. Münster 2011.
- Landen und Stranden – Künstlerischer Tanz. In: Dirk Hempel/Friederike Weimar (Hrsg.): Himmel auf Zeit. Die Kultur der 1920er Jahre in Hamburg. Neumünster 2010.